# The Reckoning
The Reckoning er en amerikansk stumfilm fra 1908 af D. W. Griffith.

## Medvirkende
- Harry Solter
- Florence Lawrence
- Mack Sennett
- Edward Dillon
- George Gebhardt